# التدريب والتعليم العسكري الدولي
برنامج التعليم والتدريب العسكري الدولي (IMET إمِيت) هو عنوان برنامج المساعدة الأمنية الأمريكي، وهو نوع من برامج التبادل الثقافي.

## تاريخ
أنشأ الكونجرس برنامج IMET إمِيت ضمن قانون المساعدة الأمنية الدولية ومراقبة تصدير الأسلحة لعام 1976م (Pub. L. No. 94-329, June 30, 1976)، الذي عدل قانون المساعدة الخارجية لعام 1961م (Pub. القانون رقم 87-195، 4 سبتمبر 1961م). يُوجِّهُ سياسات هذا البرنامج مكتبُ الشؤون السياسية والعسكرية التابع لوزارة الخارجية الأمريكية  وتُدير مشاريعَه التأسيسية وزارةُ الدفاع الأمريكية. وتقول د. إلِين لُوبُوف Aline Leboeuf في تقرير لها أن: (دراسة أكاديميّة أجراها جيسي سافاج وجوناثان كافرلي قد أظهرت أن ثلثي الانقلابات العسكرية الناجحة التي وقعت بين عامي 1970م و2009م، قادتها قوات تدربت ضمن برنامج IMET إمِيت الأمريكي - مما يثير تساؤلات حول نوع التدريب الذي تلقوه).

## مهمة
مهمة برنامج IMET إمِيت هي تعزيز الاستقرار الإقليمي بالعلاقات العسكرية ذات المنفعة المتبادلة.
وتشمل المشاريع في إطار البرنامج، على سبيل المثال لا الحصر، دعوات لضباط من دول أجنبية للالتحاق بالمدارس العسكرية المختلفة في الولايات المتحدة، مثل الكلية الحربية للجيش الأمريكي أو جامعة الدفاع الوطني ، كما تشمل تمويل المدربين للسفر إلى دول أجنبية لتوفير تدريب محلي محدد. وتتنوع موضوعات التدريس وتتراوح من دروس اللغة الإنجليزية إلى التدريب على التعريف بمفاهيم حقوق الإنسان وقانون الحرب . مع قائمة كاملة من الموضوعات تتعدّد حسب السنة، وقد تشمل عدة مئات من الدورات التدريبية المتميزة.

## عمليات
في ديسمبر 2019م، استقبلت وزارة الدفاع 5181 طالبًا أجنبيًا من 153 دولة للتدريب الأمني. وقد قُيّدت المملكة العربية السعودية بسبب حادثة إطلاق النار على القاعدة الجوية البحرية في بنساكولا ،  بعد تعليق عضوية باكستان في أغسطس 2018م بضغط من إدارة ترامب لحَملها على قمع المتشددين الإسلاميين في أفغانستان وباكستان. وقد طالبت باكستان لاحقًا بإعادتها إلى البرنامج،  ولكن لم يُتَح برنامج التدريب لباكستان أبدًا بسبب وباء كوفيد-19 وأسباب أخرى.

## روابط خارجية
- مكتب الشؤون السياسية والعسكرية بوزارة الخارجية الأمريكية
- وكالة التعاون الأمني الدفاعي